# Polysphincta gutfreundi
Polysphincta gutfreundi là một loài tò vò trong họ Ichneumonidae.